# Соке
Соке (lt: Soke, Sōke (宗家:そうけ)) је јапанска титула која значи „главешина“ или се понекад преводи као „глава породице“ или чак „велики мајстор“.
Енглески превод sōke - као „велики мајстор“ није буквалан, али се примећује коришћење тог израза у Јапанским изворима,
као на пример званични преводи Буђинкана титуле соке Хацуми Масакија.
Може да значи онај који је вођа неке школе или мајстор стила, али је најучесталије коришћена као највиши ниво Јапанске титуле, односећи се на јединственог вођу школе или стила борилачких вештина.
Соке се понекад погрешно тумачи као „оснивач стила“, због тога што су многи модерни сокеи заправо прва генерација главешина својих вештина (shodai sōke), тако да су у исто време и соке и оснивач. Соке се генерално сматрају крајњим ауторитетом у оквиру своје вештине, и имају последњу реч што се тиче промоција, унапређивања, доктрине и дисциплинарних мера. Соке има ауторитет да изда menkyo kaiden сертификат, који означава да је неко овладао свим аспектима свог стила.
Широка употреба термина „соке“ је доста контравезна у круговима борилачких вештина. Традиционално, овај израз се врло ретко користио у Јапану, типичан је само за заиста старе стилове, иако је постао некако устаљен термин за главешине школа настале у последњих пар деценија, које покушавају да реконстуишу или изигравају старије стилове борилачких вештина.